# Браддок-Гайтс (Меріленд)
Браддок-Гайтс (англ. Braddock Heights) — переписна місцевість (CDP) в США, в окрузі Фредерік штату Меріленд. Населення — 3075 осіб (2020).

## Географія
Браддок-Гайтс розташований за координатами 39°24′15″ пн. ш. 77°30′13″ зх. д. / 39.40417° пн. ш. 77.50361° зх. д. (39.404257, -77.503612).  За даними Бюро перепису населення США в 2010 році переписна місцевість мала площу 12,18 км², з яких 12,15 км² — суходіл та 0,03 км² — водойми.

## Демографія
Згідно з переписом 2010 року, у переписній місцевості мешкало 2608 осіб у 1038 домогосподарствах у складі 769 родин. Густота населення становила 214 особи/км².  Було 1124 помешкання (92/км²).
Расовий склад населення:
| - 93,7 % — білих - 2,4 % — азіатів - 1,1 % — чорних або афроамериканців |

До двох чи більше рас належало 2,0 %. Частка іспаномовних становила 3,1 % від усіх жителів.
За віковим діапазоном населення розподілялося таким чином: 17,8 % — особи молодші 18 років, 63,3 % — особи у віці 18—64 років, 18,9 % — особи у віці 65 років та старші. Медіана віку мешканця становила 48,5 року. На 100 осіб жіночої статі у переписній місцевості припадало 95,5 чоловіків;  на 100 жінок у віці від 18 років та старших — 96,1 чоловіків також старших 18 років.
Середній дохід на одне домашнє господарство  становив 113 734 долари США (медіана — 92 686), а середній дохід на одну сім'ю — 131 942 долари (медіана — 110 595). Медіана доходів становила 72 308 доларів для чоловіків та 62 594 долари для жінок. За межею бідності перебувало 1,4 % осіб, у тому числі 0,0 % дітей у віці до 18 років та 1,1 % осіб у віці 65 років та старших.
Цивільне працевлаштоване населення становило 1392 особи. Основні галузі зайнятості: освіта, охорона здоров'я та соціальна допомога — 18,8 %, науковці, спеціалісти, менеджери — 18,7 %, публічна адміністрація — 14,7 %, виробництво — 10,8 %.